# 코로나 (영화)
《코로나》(La Corona)는 미국에서 제작된 아만다 미쉘리 감독의 2008년 단편 다큐멘터리 영화이다. 여성용 감옥 안에서 펼쳐지는 미인대회에 관한 이야기를 다룬다. 아카데미상의 단편 다큐멘터리 영화상 부문에 후보로 지명되었다.